# حيدر أباد (دورود)
حيدر أباد (بالفارسية: حیدرآباد) هي قرية تقع في قسم تشالانتشولان الريفي (مقاطعة دورود) في إيران. يقدر عدد سكانها بـ 150 نسمة بحسب إحصاء 2016.